# Dalni (Bélgorod)
|  | Per a altres significats, vegeu «Dalni». |

Dalni - Дальний (rus) - és un poble (un possiólok) de l'óblast de Bélgorod, a Rússia. El 2010 tenia 434 habitants. Pertany al districte (raion) de Valuiki.